# Campaka (Malangbong)
Campaka is een bestuurslaag in het regentschap Garut van de provincie West-Java, Indonesië. Campaka telt 5551 inwoners (volkstelling 2010).